# Сенна олександрійська
Се́нна (лат. Senna alexandrina) — рослина родини бобових. Також — ка́сія (лат. Cassia acutifolia), олександрійський лист.

## Будова
Життєва форма: напівчагарник.

## Поширення та середовище існування
Батьківщиною сенни є Африка й Аравійський півострів. Росте в Єгипті, Судані, Індії. У Судані культивується в промислових масштабах.

## Практичне використання
Як лікарська сировина використовувався лист сенни або александрійський лист (лат. Folium Sennae) — зібрані у декілька разів протягом літа окремі листочки складного парноперистого листа. Лікувальна дія зумовлена алое-емодіном, діантронамі рєїна — сеннозидами A і B. Смолянисті речовини, які містяться також у листі, при неправильному приготуванні настоїв можуть спричинити біль в кишці.
Також застосовуються плоди сенни — лат. Fructus Sennae(Cassiae). Це насіння і стулки різного ступеня зрілості. Застосовуються для отримання екстракту і кафіола.
Листя й екстракти рослини відвіку використовувалися як проносне, а також при захворюваннях печінки й жовчного міхура. Проте в наш час[коли?] лікарські форми сенни поступово вилучають з національних фармакопей унаслідок недостатньо доброго співвідношення ефективності й безпеки препаратів[джерело?].
Використовується в «чаю для балерин» — напою для схуднення.